# Jordbävningen i Río de la Plata 1888
Jordbävningen i Río de la Plata 1888 inträffade den 5 juni 1888, då en jordbävning uppmätt till 5.5 på Richterskalan, skakade övre Río de la Plata-området klockan 3:20 UTC-3. Epicentrum var beläget 15 kilometer (9 engelska mil) sydväst om Colonia del Sacramento i Uruguay and 42 kilomerer (26 engelska mil) öster om Buenos Aires, Argentina, med hypocentrum på ett djup av 30 kilometer.

### Fotnoter
1. ↑  Ceresis. ”Catálogo de Hipocentros (1520 - 1991)” (på spanska). Arkiverad från originalet den 20 juli 2011. https://web.archive.org/web/20110720150121/http://www.ceresis.org/portal/catal_hipo.php. Läst 6 juni 2011.